# Étienne Bournier
Étienne Bournier, né à Moulins vers 1579, est un avocat et poète français. 

## Biographie
Étienne Bournier naît dans une famille de Moulins vers 1579. Son père l'envoie étudier le droit à Toulouse. C'est là qu'il découvre son goût pour la poésie. Il s'établit ensuite comme avocat à Moulins.
En 1606, il fait paraître son œuvre principale, Le Jardin d'Apollon et Clémence, qui est un recueil de poèmes donnés pour la plupart en version française et en version latine (les poèmes en latin sont regroupés dans une partie intitulée Hortulus Apollinis et Clementiæ). Le recueil comporte d'abord des sonnets, puis des petites pièces en forme de stances ou d'épigrammes. Dans la dernière pièce, « La retraicte des Muses », le poète annonce qu'il cesse d'écrire de la poésie. Le recueil comporte une dédicace à Honoré d'Urfé. Il est possible que certaines pièces ait concouru aux Jeux floraux de Toulouse du temps où le poète habitait la ville, et le nom de Clémence fait sans doute référence à Clémence Isaure, fondatrice ou restauratrice – peut-être légendaire – des Jeux floraux vers 1400.
La date de sa mort n'est pas connue.
Étienne Bournier faisait l'objet d'une notice dans le manuscrit des Vies des poètes français de Guillaume Colletet, manuscrit disparu dans l'incendie de la bibliothèque du Louvre en mai 1871. Cette notice fait partie de celles qui n'ont pas survécu.

## Œuvres
- Oraison funèbre sur le trépas de Louyse de Lorraine[3] (1601).
- Le Jardin d'Apollon et Clémence et sa version en latin Hortulus Apollinis et Clementiæ[4] (1606).